# Las facultades
Las facultades  es una película documental de Argentina filmada en colores dirigida por Eloísa Solaas sobre su propio guion escrito que se estrenó el 4 de julio de 2019 y tiene como tema el alumnado de la Universidad de Buenos Aires  y otras universidades nacionales en la circunstancia de rendir examen.
Es una producción de Eloísa Solaas en asociación con Maravillacine.

## Sinopsis
La observación de estudiantes universitarios en el acto de rendir evaluaciones orales de distintas carreras universitarias: Botánica, anatomía, sociología, filosofía medieval, derecho penal, morfología, física teórica y piano. Cada uno utiliza sus recursos para sobrellevar la inquietante  situación de exposición oral.
A lo largo de los momentos de espera en los pasillos y  entre el drama y el absurdo de cada examen los temas empiezan a encontrar relaciones inesperadas.

## Premios
- Mejor Dirección, Selección Oficial BAFICI, 2019.[1]
- Mejor Película, ZINEBI; 2019.
- Premio Especial de la Crítica, Novos CInemas FF, 2019.
- Mejor Documental, Fondo Nacional de las Artes, 2019
- Mención Especial del Jurado, FestiFreak, 2019.
- Mejor Sonido, Asociación Sonidistas Argentinos (ASA) en  BAFICI, 2019.
- Mención Especial al Montaje SAE / EDA to the assembly. BAFICI, 2019
- Mejor proyecto en Primer Corte, FIDOCS; 2017.

## Intérpretes
- Jonathan Argüello
- María Alché
- Demián Velazco Rochwerger
- Ailén Federico
- Juan Brizuela

## Críticas
Diego Batlle en La Nación dijo:

”Profesores más o menos exigentes, nervios, tensiones, frustraciones y la liberación final. Luego, a esperar las notas…Puede que el dispositivo elegido por Solaas… resulte demasiado rígido, pero la capacidad para poner la cámara en el lugar exacto y luego seleccionar los momentos más importantes (siempre con el objetivo puesto en los rostros de los alumnos y con las preguntas, observaciones y evaluaciones de los docentes en el fuera de campo) hace de Las facultades un acercamiento en varios pasajes fascinante a la dinámica de las universidades públicas…Un relato construido con los mejores recursos y atributos del documental de observación, con Frederick Wiseman como principal referente.

Horacio Bernades en Página 12 opinó:

”Las facultades se propone hacer ver, no instar a conclusiones.El film es una variante de lo que podría llamarse “método Wiseman”, en referencia al cineasta neoyorquino Frederick Wiseman, cuya obra entera está dedicada a registrar el funcionamiento interno de las instituciones (un centro de salud mental, un museo, una seccional de policía y así sucesivamente). Solaas se centra en alumnos y docentes de distintas carreras… no habla de un sistema educativo sino de un sistema cinematográfico... El gran teórico del realismo cinematográfico André Bazin relacionó esta condición con un determinado sistema de puesta en escena. Ese sistema es el que Solaas adopta: planos en el que el corte se pospone todo lo posible, corte directo de un plano a otro y, en el caso específico de Las facultades, encuadres fijos, sin movimientos de cámara. La de Solaas es una película baziniana. Como consecuencia de este sistema de filmación, cada plano respira, hay una vida o varias en acción allí.

Leonardo D’Espósito en la revista Noticias escribió:

”Gran documental presentado en el último Bafici. En principio, parece ser la captura de momentos de estudio y de exámenes…. Pero lo que realmente es… es un retrato de cómo funciona la inteligencia. Cómo aprendemos a razonar, cómo incorporamos conocimiento y cómo lo generamos. Eso es fascinante, casi parece una película de suspenso o de ciencia ficción, una que no les tiene miedo ni a las imágenes ni a las palabras."